# John Thomson (Fußballspieler, 1909)
John Thomson (* 28. Januar 1909 in Kirkcaldy, Schottland; † 5. September 1931 in Glasgow) war ein schottischer Fußballtorwart für Celtic Glasgow und die schottische Fußballnationalmannschaft, der durch einen Zusammenprall während eines Fußballspiels starb.
Er wuchs in dem von Bergwerken geprägten Ort Cardenden in der Grafschaft Fife auf. Thomson wurde aufgrund seiner starken Torwart-Leistungen schon 1926 mit 17 Jahren von Celtic Glasgow verpflichtet, wo er früh einen Stammplatz eroberte.
Mit 18 stand er erstmals in einem Spiel gegen den FC Dundee für die erste Mannschaft von Celtic Glasgow im Tor; das Spiel endete 2:1 für Celtic. Er gewann in seiner kurzen Karriere mit Celtic 1927 und 1931 den Scottish FA Cup. Er hütete bei vier Spielen der schottischen Nationalmannschaft das Tor, wobei ihm viele Beobachter eine große Karriere vorhersagten.
Bei einem Old-Firm-Duell gegen den Erzrivalen Glasgow Rangers am 5. September 1931 tauchte Thomson nach einem Ball und stieß mit dem Knie des Rangers-Stürmers Sam English zusammen. Thomson erlitt einen Schädelbasisbruch und verstarb am selben Tag im Krankenhaus, ohne das Bewusstsein wiedererlangt zu haben. Zu seiner Beerdigung in Cardenden erschienen 40.000 Menschen; seine Mannschaftskameraden trugen den Sarg.
Sein Grab in Fife ist bis heute eine Pilgerstätte für Celtic-Fans. Anhänger von Celtic Glasgow halten Thomson für den besten Torwart, den Celtic je hatte und bezeichnen ihn als „The Prince of Goalkeepers“. Ihm ist eine eigene Hymne der Celtic-Fans gewidmet, „The John Thomson Song“.